# Citrix XenApp
Citrix XenApp (anciennement connu sous le nom de Citrix MetaFrame puis Citrix Presentation Server) est un logiciel de la société Citrix Systems permettant d'accéder à distance à des applications à partir de clients légers. Il s'agit d'un logiciel serveur permettant de distribuer des applications ou des services sur un réseau et d'y accéder (« solution d'infrastructure d'accès »).
Par exemple l'installation d'une application se fait sur le serveur et se lance sur celui-ci.
L'application s'exécute donc sur le serveur, en utilisant les ressources (CPU, mémoire, espace disque) du serveur. L'affichage et les commandes de clavier/souris sont transmises au poste de travail de l'usager via un réseau local.
Cela a pour but de réduire le travail du poste client, permettant ainsi d'utiliser un poste de capacité réduite pour exécuter des applications nécessitant beaucoup de ressources.
Pour lancer une application, on se connecte à un portail web contenant les applications auxquelles on a accès. On peut aussi installer sur le poste client un agent qui servira à afficher les applications disponibles à l'utilisateur.
Le logiciel client initie la connexion au serveur en spécifiant l'application désirée.
L'affichage ainsi que les commandes clavier/souris sont transmises via le réseau local
en utilisant un protocole appelé ICA. Celui-ci permet un transfert rapide des données grâce à
une méthode de compression développée par Citrix.
Ce système permet donc de rendre disponible des applications diverses sans avoir à les installer
dans chacun des postes clients qui le nécessitent.

## Concurrence
Traditionnellement Citrix XenApp n'a pas rencontré beaucoup de concurrence sur le marché des clients légers. Avec l'arrivée de Microsoft Terminal Services pour Windows Serveur 2008, Microsoft Terminal Services apparait comme un concurrent sur les petits et moyens segments. Des concurrents sont notamment Quest Software vWorkspace, Systancia AppliDis  et Ericom Software.